# 索隆秋瓦特卡
47°59′23″N 32°18′19″E / 47.98972°N 32.30528°E
索隆秋瓦特卡（烏克蘭語：Солонцюватка），是烏克蘭中部的村莊，隸屬基洛夫格勒州的克羅皮夫尼茨基區。該村面積0.43平方公里，海拔高度110米，2001年人口150，人口密度每平方公里350.5人。